# Струков, Николай Дмитриевич
Никола́й Дми́триевич Стру́ков (1860—1924) — русский и советский архитектор, академик архитектуры, преподаватель. Работал в Москве в стиле архитектурного модерна.

## Биография
Н. Д. Струков родился в семье художника-реставратора, основателя иконописной школы в Троице-Сергиевой Лавре Д. М. Струкова. В 1874 году поступил в Московское училище живописи, ваяния и зодчества, которое окончил в 1882 году с Малой золотой медалью и званием неклассного художника архитектуры. В 1882 году Н. Д. Струков принял участие в съезде Императорского русского технического общества, а с 1883 года стал действительным членом этого Общества. С 1884 года Струков заведовал библиотекой Общества, с 1887 года являлся секретарём по техническоим вопросам и членом Комиссии по огнеупорным экономическим постройкам. В 1888 году занимал должность архитектора страхового общества «Волга». В 1889 году принял участие в съезде деятелей технического образования, проходившем в Санкт-Петербурге. В этом же году архитектор вступил в Московское общество сельского устройства. Н. Д. Струков являлся одним из старейших среди архитекторов московского модерна членов Московского архитектурного общества (c 1893 года). С 1907 года состоял членом Московского общества любителей художеств, являлся владельцем конторы проектов и строительства.
Активную архитектурную практику начал в середине 1890-х годов, которая была прервана после обрушения в 1913 году Доходного дома А. И. Титова. В связи с этим событием Струков был приговорён к шестинедельному заключению. В 1914 году Н. Д. Струков стал архитектором Общества поощрения трудолюбия и правителем дел Комиссии по осмотру и изучению памятников церковной старины.
Отец архитекторов П. Н. Струкова (1885—1965) и С. Н. Струкова (1884—1951).
Большинство из построек Струкова — доходные дома и частные особняки, по своему образу тяготеющие к простым рациональным архитектурным формам. Вместе с тем, Струков, по выражению М. В. Нащокиной, «попробовал свои силы, буквально, во всех стилистических направлениях конца XIX — начала XX века, от эклектики до неоклассики».
Умер в 1924 г. Похоронен на Ваганьковском кладбище.

## Постройки
- Перестройка и надстройка колокольни Собора Богоявления Господня (1885—1886, Ногинск, улица Рабочая, 16А)[4];
- Доходный дом (1886, Москва, Скатертный переулок, 32)[Комм 1];
- Перестройка гостиницы О. А. Туркестановой (1888, Москва, Пушечная улица, 4, строение во дворе)[1]
- Доходный дом М. Г. Мартыновой (1889, Москва, Большой Гнездниковский переулок, 7/18) — надстроен в 1911 году архитектором Э. М. Розеном;
- Перестройка колокольни Тихвинской церкви (1889, село Костино Дмитровского района Московской области);
- Доходный дом (1890, Москва, Воронцовская улица, 23);
- Особняк М. И. Сотникова (1891, Москва, Малая Ордынка, 35);
- Доходные дома Ф. С. Шатана (1892, Москва, Трубная улица, 6/2);
- Флигель во владении И. Н. Демина (Е. И. Чикиной) (1892, Москва, Улица Казакова, 23);
- Доходный дом (1893, Москва, Поварская улица, 8);
- Доходный дом (1893, Москва, Малая Ордынка, 35);
- Доходный дом (1894, Москва, Хлебный переулок, 23);
- Доходные дома В. Н. Гирш (1894, Москва, Вадковский переулок);
- Постройки во владении М. В. Голубицкой (1895, Москва, Остоженка, 42, во дворе);
- Доходный дом (1897, Москва, Калошин переулок, 4);
- Корпуса Бутырского чугунолитейного и механического завода Г. Листа (1898, Москва, Складочная улица, 6);
- Изменение фасада и расширение доходного дома Б. К. Юсупова (1898, Москва, Дурасовский переулок);
- Изменение фасада и расширение особняка И. А. Слонова (1898, Москва, Денежный переулок, 19);
- Постройки во владении И. М. Юрасова (1899, Москва, Ленинградский проспект, 5);
- Перестройка трапезной церкви Иконы Божией Матери Тихвинской (1899, пос. имени Цюрюпы Воскресенского района Московской области)[5];
- Жилой дом (1899, Москва, Малая Сухаревская площадь, 6, стр. 1)[1];
- Доходное владения Е. Е. Елисеева — Е. И. Некрасова (1890-е, Москва, Лубянский проезд, 7)[1];
- Перестройка доходного дома С. Е. Голубицкого (1900, Москва, Остоженка, 42);
- Колокольня церкви Троицы Живоначальной (1900, с. Щапово Ступинского района Московской области)[6];
- Доходный дом П. Л. Адельгейм (1900, Москва, Улица Большая Дмитровка);
- Конюшня Земледельческой школы (1901, Москва, Земледельческий переулок, 20);
- Церковь Иконы Божией Матери Тихвинская в Скорбященском монастыре (1901, Москва, Новослободская улица, за домом № 60), не сохранилась[7];
- Строительство трёхэтажного офицерского корпуса при Николаевских (Ходынских) казармах (1901, Москва, улица Поликарпова, 19-21);
- Часовня на кладбище (1902, пос. Малино Ступинского района Московской области), не сохранилась[8];
- Доходные дома (1902, Москва, Столовый переулок, 4-6);
- Доходные дома (1902, Москва, Большая Никитская улица, 31);
- Доходный дом Элькинд (1902, Москва, Мерзляковский переулок, 15/31);
- Дом В. И. Чепелевской (1902, Москва, Зубовский проезд, 13);
- Расширение Богоявленского собора (1902, Богородск);
- Перестройка магазина в Пассаже Г. Г. Солодовникова (1903, Москва, Кузнецкий Мост), не сохранился;
- Изменение фасада доходного дома А. В. Лобозева (1903, Москва, Оружейный переулок, 43);
- Доходный дом Д. И. и Е. Н. Тихомировых (1904, Москва, Улица Большая Молчановка, 18/5);
- Доходный дом (1904, Москва, Пятницкая улица, 57 стр. 2)[1];
- Доходный дом (1906, Москва, Цветной бульвар, 9);
- Расширение подвалов дома Е. Е. Привалова (1907, Москва, Садовническая улица, 9);
- Изменение фасадов доходного дома князя А. Д. Голицина (1908, Москва, Кузнецкий Мост, 24), не сохранился;
- Перестройка главного дома городской усадьбы Поповых-Симоновых (1908, Москва, Верхняя Радищевская улица, 14)[1];
- Доходный дом (1909, Москва, Первый Колобовский переулок, 17);
- Перестройка доходного дома (1909, Москва, Улица Покровка, 29);
- Доходный дом В. Б. Казакова (1909, Москва, Улица Малая Молчановка, 6);
- Постройка во владении О. А. Титова (1909, Москва, Столешников переулок, 1);
- Перестройка доходного дома (1900-е, Москва, Садовая-Кудринская улица, 20);
- Перестройка церкви Сошествия Святого Духа на Даниловском кладбище (1900-е, Москва, Четвёртый Рощинский проезд, 30, стр. 1)[9];
- Перестройка дома «Общества для пособия нуждающимся студентам Императорского Московского Университета» (1900-е, Москва, Тверской бульвар, 7/2)[1];
- Перестройка доходного дома (1910, Москва, Остоженка, 42/2);
- Здание магазина (1910, Москва, Газетный переулок, 9 стр. 3)[1];
- Доходный дом Акционерного общества «Частный ломбард» (1910, Москва, Арбат, 11);
- Доходный дом Т. П. Шухардиной (1911, Москва, Озерковский переулок, 9);
- Пристройки, надстройка и изменение доходного дома М. В. Голубицкой (1911, Москва, Остоженка, 42);
- Фабричный корпус во владении И. П. Шаблыкина (1911, Москва, Мамоновский переулок, 12);
- Особняк Капканщиковой (1912, Москва, Садовая-Кудринская улица, 18);
- Церковь Архистратига Божия Михаила при «Кутузовской избе», совместно с М. Н. Литвиновым (1912, Москва, Кутузовский проезд, 3)[1][10];
- Перестройка здания под размещение Городского училища (1912, Москва, Воронцовская улица, 6, левое строение);
- Доходный дом (1913, Москва, Пятницкая улица, 18, во дворе);
- Церковь Покрова Пресвятой Богородицы в Красне (новая), совместно с Н. К. Жуковым (1913, ур. Красна (1 км СЗ Дуброво) Коломенский район Московской области), руинирована[11];
- Церковь в честь патриарха Гермогена в Чудовом монастыре (1913, Москва, Кремль), не сохранилась[12];
- Доходный дом А. И. Титова (Дом Моссельпрома), совместно с П. Н. Струковым (1913, Москва, Калашный переулок, 2/10) — надстроен в 1925 году А. Ф. Лолейтом, панно А. М. Родченко и В. Ф. Степановой.

## Комментарии
1. ↑  Здесь и далее проекты и постройки даны по М. В. Нащокиной, с необходимыми дополнениями и уточнениями.